# Infraestrutura (engenharia)
Infraestrutura (pré-AO 1990: infra-estrutura), na sua acepção mais alta, pode ser definido como um conjunto de elementos estruturais que enquadram e suportam toda uma estrutura. O termo possui diversas acepções em diferentes campos, mas o mais comum é o referente aos sistemas viários, de saneamento e de fornecimento de energia de uma cidade ou região. 
Estes elementos, no seu todo, podem ser designados de infraestruturas civis, infraestruturas municipais ou obras públicas, se bem que possam ser desenvolvidas e geridas tanto pela iniciativa privada como por empresas públicas. Noutros campos, infraestrutura pode designar as tecnologias da informação, canais de comunicação formais ou informais, ferramentas de desenvolvimento de software, redes políticas e sociais ou sistemas de crença partilhadas por membros de grupos específicos. Estas acepções gerais trazem subjacente o conceito de que as infraestruturas constituem um quadro organizacional e uma estrutura de suporte do sistema ou organização em causa, seja uma nação, uma cidade ou uma corporação.

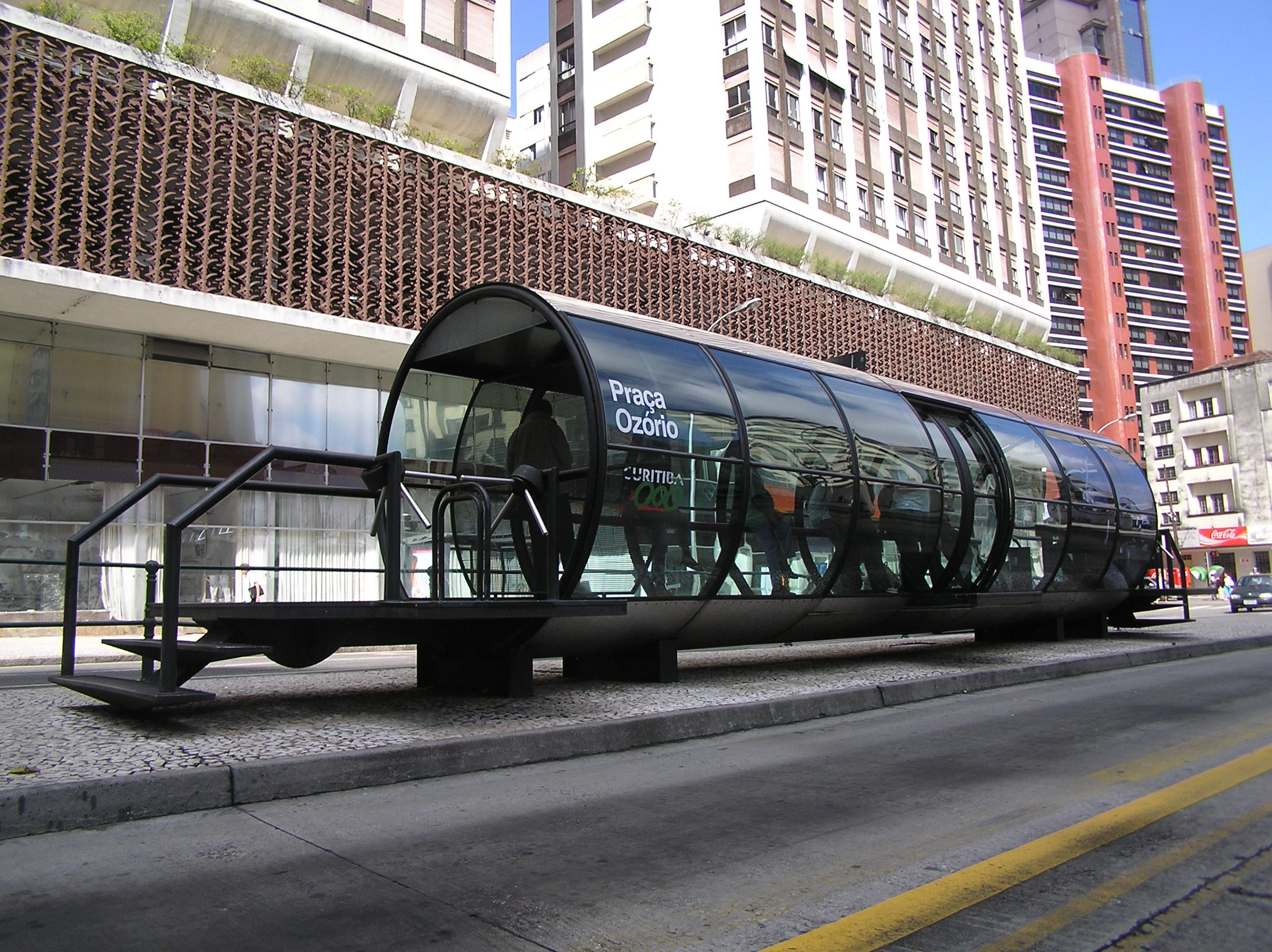
Infraestrutura no transporte público de Curitiba, Brasil.
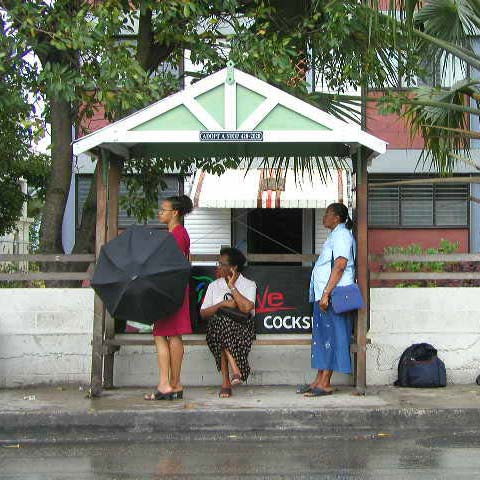
Parada de ônibus simples, em Barbados.
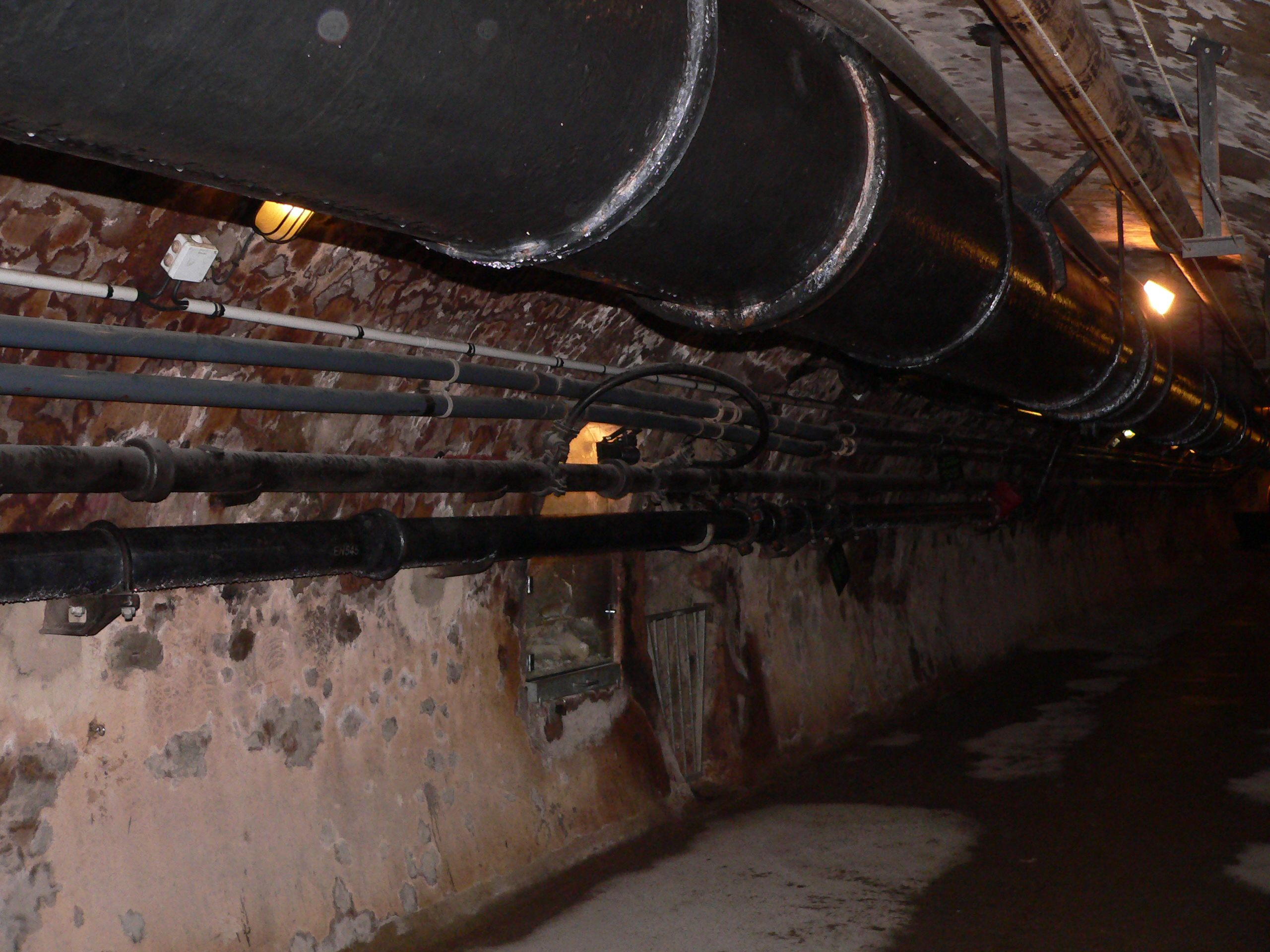
Qualidade na rede de esgoto de Paris, França.
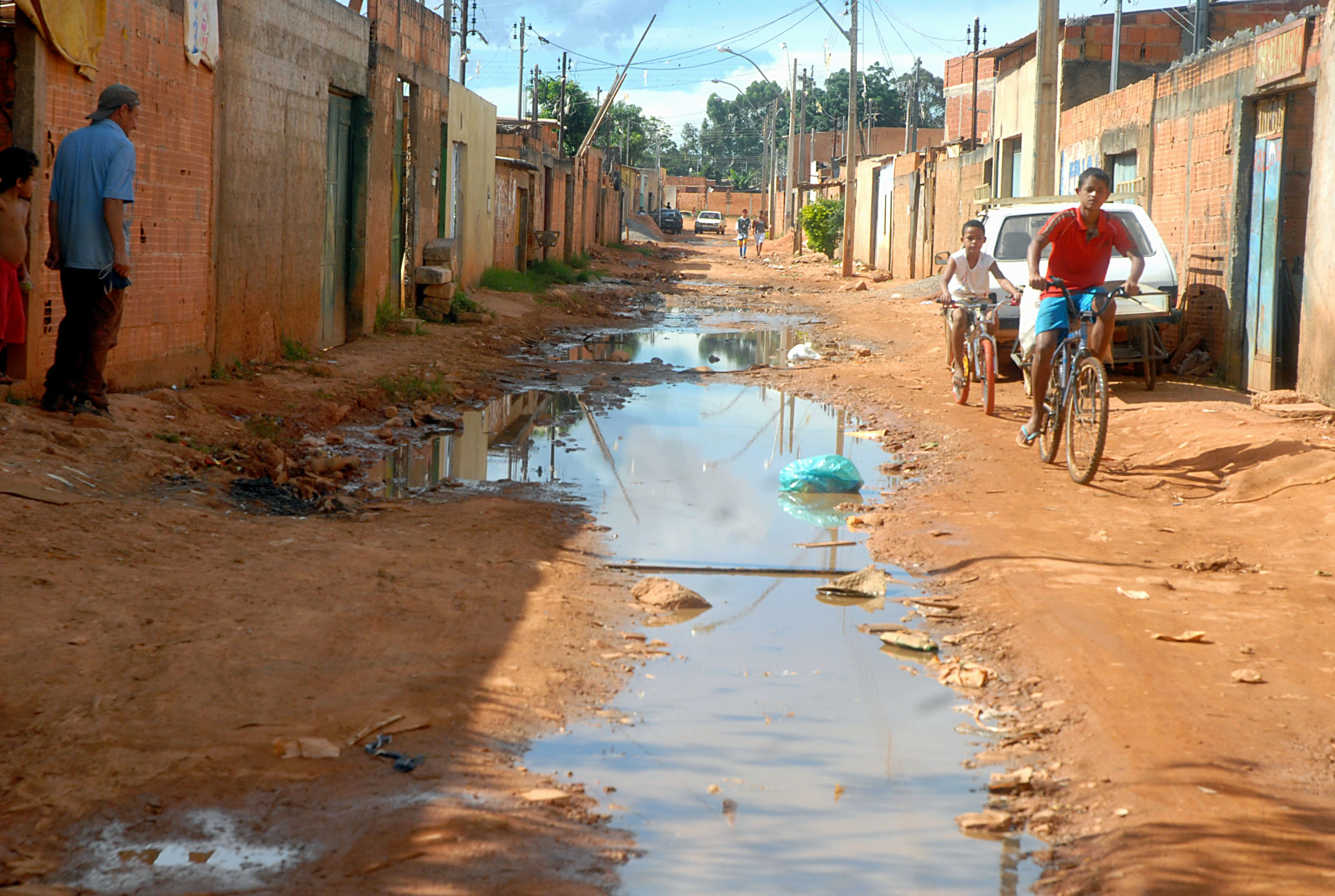
Rua sem esgoto: um exemplo de carência de infraestrutura na Cidade Estrutural, bairro carente de Brasília, Brasil.